# Erik Blomster
Erik Blomster   (Seinäjoki, 8 de març de 1928 - 10 de gener de 1996) fou un atleta finlandès, ja retirat, especialista en els 3.000 metres obstacles, que va competir durant la dècada de 1950.
En el seu palmarès destaca una medalla de bronze en la prova dels 3.000 metres obstacles del Campionat d'Europa d'atletisme de 1950, rere Jindřich Roudný i Petar Šegedin. Es proclamà dues vegades nacional de cros, el 1950 i 1952.

## Millors marques
- 5.000 metres. 14' 35.6" (1950)
- 3.000 metres obstacles. 9' 04.2" (1953)[4]